# Terry Shahab
Terry Shahab, Terry Fatiah lub Terry, właśc. Terryana Fatiah Shahab (ur. 14 czerwca 1984 w Dżakarcie) – indonezyjska piosenkarka. Popularność przyniosło jej wykonanie utworu „Janji Manismu” z 2006 roku.

## Życiorys
Urodziła się 14 czerwca 1984 w Dżakarcie. W 2006 roku wydała swój debiutancki album pt. Terry. Pochodzące z niego wykonanie utworu „Janji Manismu” przyniosło piosenkarce szeroką rozpoznawalność. W 2011 roku wyszedł drugi album artystki, zatytułowany Are You Ready. Ponadto piosenkarka współpracowała przy albumach Now And Forever i The Masterpiece Of Rinto Harahap.
W 2013 r. jej wykonanie piosenki „Butiran Debu” było nominowane do nagród AMI (Anugerah Musik Indonesia).

## Dyskografia
Albumy solowe
- 2006: Terry
- 2011: Are You Ready

Kompilacje
- Now And Forever
- OST Syahadat Cinta
- The Masterpiece Of Rinto Harahap

Źródła: